# Antonio Allocchio
Antonio Allocchio vagy Antonio Allochio (Paitone, 1888. szeptember 20. – Serle, 1956. július 18.) olimpiai bajnok olasz párbajtőrvívó.